# Purita Ugalde
Purita Ugalde (Logroño, 26 de noviembre de 1917-Logroño, 9 de agosto de 1995), también conocida como La Riojanita, fue una cantante española reconocida por ser compositora de jotas riojanas.

## Biografía
Nació en Logroño, sus padres fueron Facundo Ugalde y Amparo San Millán asentados en La Rioja durante varias generaciones. Estuvo casada con Agustín Novoa Gómez, compositor de jotas riojanas y canciones como En La Rioja no hay tranvía.
Creció y estudió en Logroño, luego se desplazó a Madrid y Barcelona, aprendiendo la vida cultural de los años 1940 y 1950. Existe poca documentación sobre los comienzos de su carrera artística; sin embargo, ganó varios concursos de jotas en La Rioja y Navarra. Fue vocalista del cuarteto Novoa. Ugalde inició un recorrido en España y en los países vecinos de Francia y Portugal. Aunque cantó en casi todos los géneros de música tradicional española, a excepción del flamenco y la canción andaluza.
En 1944, Purita Ugalde debutó como solista en el Circo Price de Madrid. En 1945, durante la postguerra, nació su único hijo. En los años 1950 realizó varias giras por Portugal y Francia.
Tuvo mucha actividad artística con cantantes de diferentes estilos musicales como: Jorge Sepulveda, José Guardiola, Estrellita Castro, El Príncipe Gitano, La niña de los peines, Antonio Amaya, El Dúo Dinámico, La niña de la puebla, entre otros.
Padeció Alzehimer y falleció en 1995. A título póstumo el Ayuntamiento de Logroño le dedicó una calle.

## Discografía
- Arroyito arrabalero (1945).
- Si lloras alguna vez (1946).
- No vayas a la Junquera (1945).
- En La Rioja los riojanos (1946) (Agustín Novoa e Irureta).
- Aromas de la ribera (1951) (A. Novoa y P. Luján).
- Fiestas en Pamplona (1953).
- El letrero (1953) (Agustín Novoa).
- Tampoco tenemos metro (1953) (Agustín Novoa y P. Luján).
- Las tascas de Haro (1953).
- En La Rioja no hay tranvía (1953).
- Si vas a Calatayud (1954)(Valverde y Zarzosa).[1]